# Viménil
Viménil település Franciaországban, Vosges megyében. Lakosainak száma 235 fő (2022. január 1.). Viménil Fays, Grandvillers, Gugnécourt, Lépanges-sur-Vologne és Méménil községekkel határos.

## Népesség
A település népessége az elmúlt években az alábbi módon változott:
| Lakosok száma | 234  | 240  | 247  | 245  | 249  | 254  | 247  | 241  | 235  |
|               | 2013 | 2015 | 2016 | 2017 | 2018 | 2019 | 2020 | 2021 | 2022 |